# Северный (Обливский район)
Северный — посёлок в Обливском районе Ростовской области.
Входит в состав Обливского сельского поселения.

## География
В поселке имеется одна улица — Степная.

## Население
| 2010 |
| ---- |
| 121  |